# لوك ينسن
لوك ينسن (بالإنجليزية: Luke Jensen) مواليد 18 يونيو 1966 في ميشيغان، الولايات المتحدة، هو لاعب كرة مضرب أمريكي بدأ مسيرته كمحترف سنة 1987. هو أحد أبطال الجراند سلام. أعلى تصنيف له في الفردي كان المركز الـ 168 في سنة 1988.

## بطولات حققها
- دورة رولان غاروس الدولية

## روابط خارجية
- لوك ينسن على موقع رابطة محترفي التنس (الإنجليزية)
- لوك ينسن على موقع الاتحاد الدولي لكرة المضرب (الإنجليزية)
- لوك ينسن على موقع خلاصة التنس.كوم (الإنجليزية)
- لوك ينسن على موقع إي إس بي إن.كوم (الإنجليزية)

الصفحة الخاصة باللاعب لوك ينسن في موقع رابطة محترفي كرة المضرب.